# Aristea (scultore)
Aristea (in greco antico: Αριστέα?; Afrodisia, I secolo – I secolo) è stato uno scultore greco antico.

## Biografia
Aristea di Afrodisia in Caria (Asia Minore) ha messo la sua firma, assieme con Papia, sul basamento di Due Centauri in marmo bigio-nero (uno vecchio e barbuto, l'altro giovane e privo di barba), trovati a Tivoli, nella Villa Adriana, e ora conservati ai Musei Capitolini.
I caratteri paleografici dell'iscrizione hanno rivelato l'appartenenza ai tempi dell'imperatore Adriano (117-138), che potrebbe essere stato il committente.
Sono rielaborazioni di opere più antiche, di età ellenistica di scuola rodia, come dimostra la somiglianza tra la testa del vecchio barbuto e quella del Laocoonte.
Gli originali erano probabilmente in bronzo, dato il tipo di incisione nella trattazione dei capelli e del vello, invece le rielaborazioni dei Musei Capitolini si caratterizzano per una stilizzazione virtuosa e minuziosa, che produce nel marmo gli effetti d'un raffinato lavoro di cesello.
Gli esemplari capitolini, non sono completi: difatti il Centauro vecchio evidenzia sul dorso un foro, presa di un'altra figura, probabilmente quella di un piccolo Cupido, un amorino, che stava in groppa ad entrambi i centauri e creava un notevole contrasto poetico: il vecchio Centauro tormentato da Amore, che il giovane reca invece lietamente.
Esistono altre due copie per quanto riguarda il Centauro vecchio con l'amorino: una conservata al Museo del Louvre e una ai Musei Vaticani.
Invece vi è una copia al Palazzo Doria-Pamphili per quanto riguarda il Centauro giovane.
Ad Aristea e a Papia, si attribuisce, per affinità stilistiche, anche una statua di Satiro in marmo rosso, non firmata, dei Musei Capitolini, proveniente dalla Villa Adriana.